# Holocephali
Die Holocephali (= „Euchondrocephali“ Grogan & Lund, 2000) sind, neben den Plattenkiemern (Elasmobranchii), zu denen Haie (Selachii) und Rochen (Batomorphi) gehören, die zweite Klasse der Knorpelfische. Als einzige rezente Ordnung gehören zu ihnen die Seekatzen (Chimaeriformes). Die Tiere erschienen im Oberen Devon und waren besonders im Karbon zahlreich in der damaligen Fischfauna vertreten. Während des Perms, insbesondere gegen Ende dieses Zeitabschnitts, starben die meisten Taxa aus. Nach dem Jura verblieben lediglich die Seekatzen als einzige überlebende Gruppe.

## Merkmale
Im Unterschied zu den Euselachiern, die mehrere (meist fünf) Kiemenöffnungen haben, sind bei den Holocephali die Kiemen von einem Kiemendeckel bedeckt, der nur eine Kiemenöffnung freilässt (anders als auf dem Bild des ausgestorbenen, hier im Lebensbild rekonstruierten Sarcoprion edax dargestellt). Die Haut der Seekatzen und einiger fossiler Formen ist unbeschuppt. Bei vielen ausgestorbenen Holocephali war die Haut allerdings, wie bei den Plattenkiemern, von Placoidschuppen bedeckt. Holocephali haben keine Rippen, ihnen fehlt auch der Magen. Viele der Subtaxa sind nur durch Zahn- und Zahnplattenfunde bekannt, da die fossile Überlieferung durch das weiche Knorpelskelett der Fische erschwert wurde. Es ist deshalb unsicher, ob die Merkmale auf alle Subtaxa zutreffen.

## Systematik

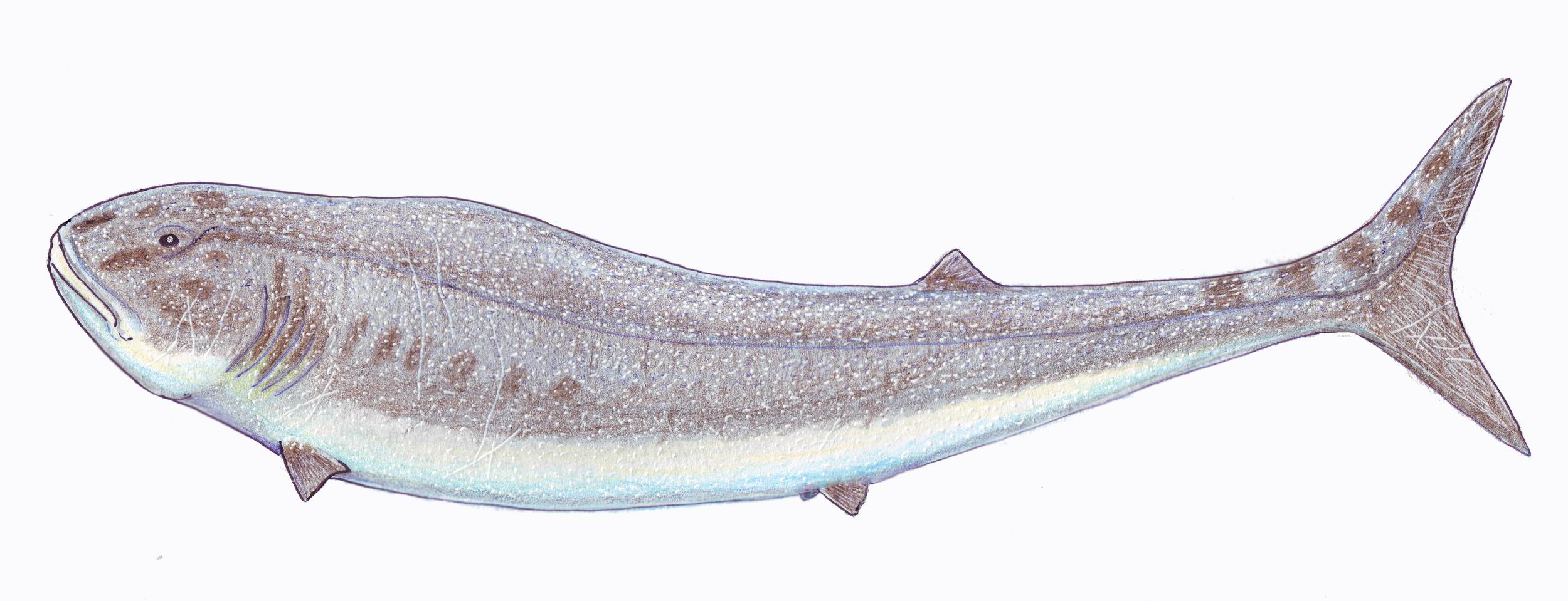
Orodus sp. aus dem Karbon

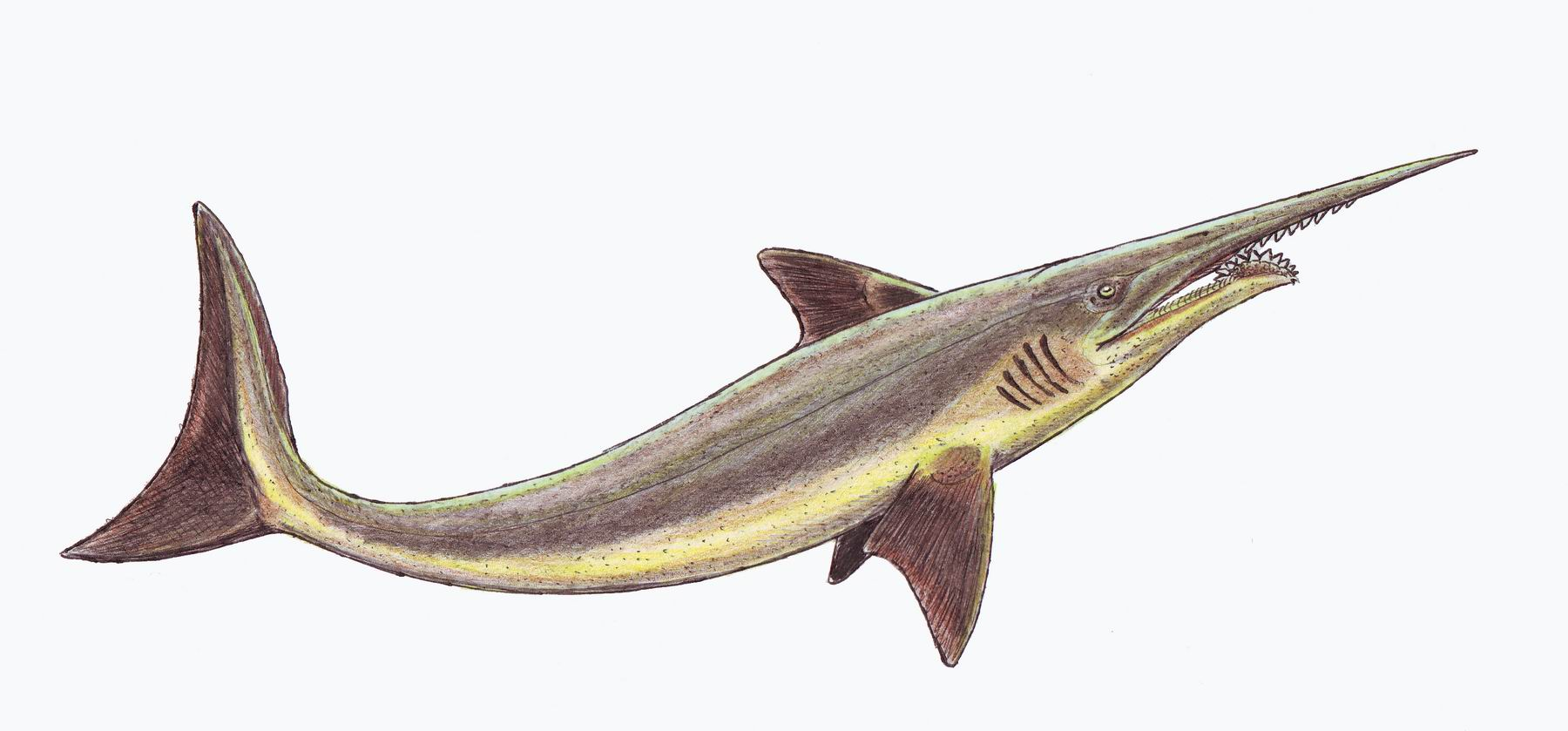
Sarcoprion edax † (Eugeneodontiformes) aus dem Perm

Die Systematik der Holocephali ist noch sehr unsicher. Hier wird die Klassifikation nach Nelson (2016) wiedergegeben. Andere Wissenschaftler ordnen einige Taxa, z. B. die Eugeneodontiformes, außerhalb der Holocephali als basale Chondrichthyes ein.
Die ausgestorbenen basalen Holocephali besitzen haiähnliche Zähne, die laufend ersetzt werden. 
- Ordnung Orodontiformes †
- Ordnung Petalodontiformes †
- Ordnung Helodontiformes †
- Ordnung Iniopterygiformes †
- Ordnung Debeeriiformes †
- Ordnung Eugeneodontiformes † (Zuordnung sehr unsicher)
- Überordnung Holocephalimorpha, die Angehörigen der Überordnung Holocephalimorpha (= „Holocephali“ Grogan & Lund, 2000) besitzen wenige große Zahnplatten, die dem Zerdrücken fester Nahrung dienen. Alle Ordnungen der Holocephalimorpha bis auf die rezenten Seekatzen sind ausgestorben.Chimaera monstrosa, eine rezente Kurznasenchimäre
  - Ordnung Psammodontiformes †
  - Ordnung Copodontiformes †
  - Ordnung Squalorajiformes †
  - Ordnung Chondrenchelyiformes †
  - Ordnung Menaspiformes †
  - Ordnung Cochliodontiformes †

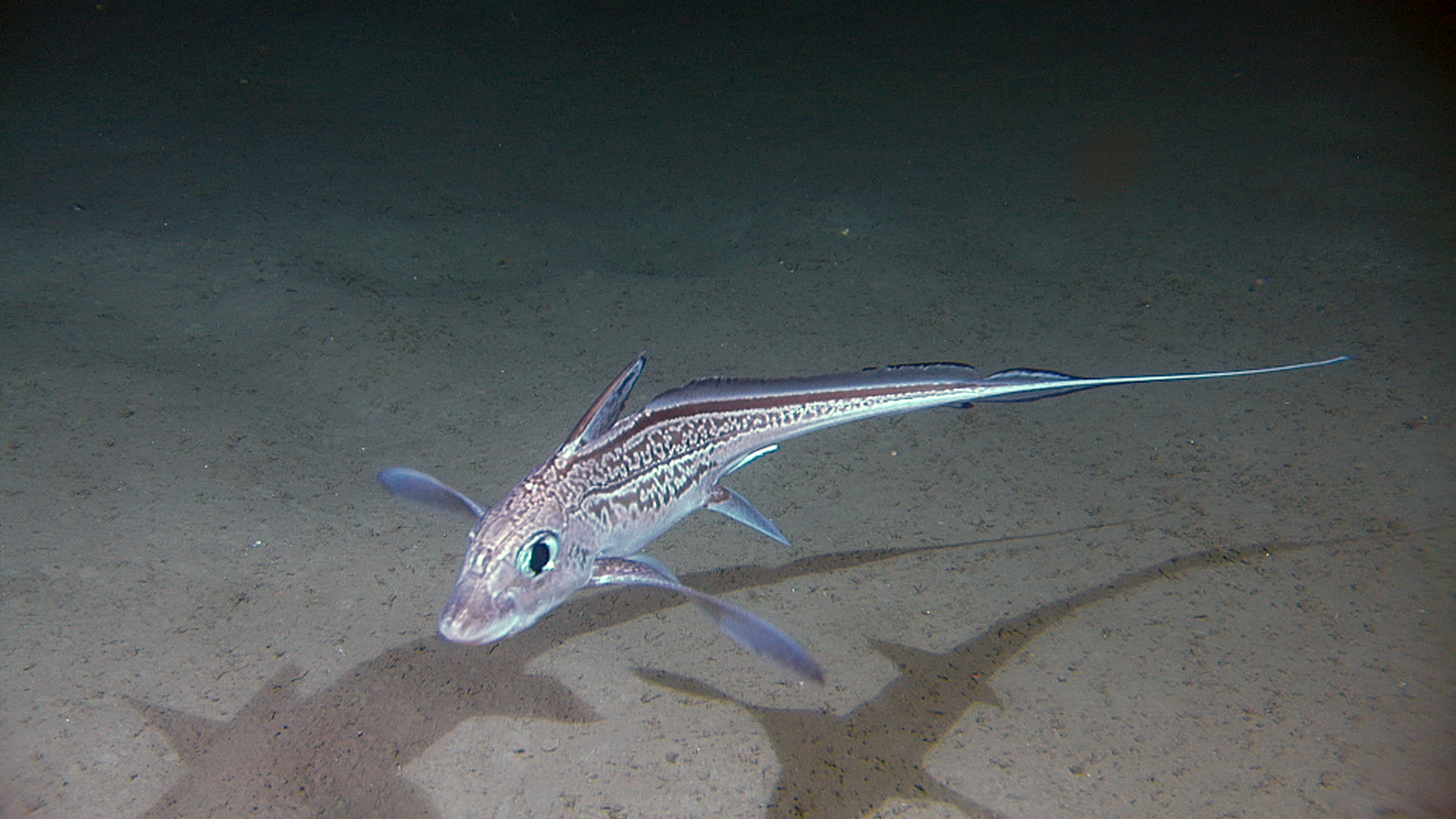
Chimaera monstrosa, eine rezente Kurznasenchimäre

  - Ordnung Seekatzen (Chimaeriformes)